# Pojoh, Liubeșiv
Pojoh (în ucraineană Пожог) este un sat în comuna Zarudci din raionul Liubeșiv, regiunea Volînia, Ucraina.

## Demografie
Componența lingvistică a localității Pojoh
     Ucraineană (100%)
Conform recensământului din 2001, toată populația localității Pojoh era vorbitoare de ucraineană (100%).